# (35031) 1981 EE23
1981 EE23 (asteroide 35031) é um asteroide da cintura principal. Possui uma excentricidade de 0.16415950 e uma inclinação de 2.82638º.
Este asteroide foi descoberto no dia 3 de março de 1981 por Schelte J. Bus em Siding Spring.